# ロワール 130

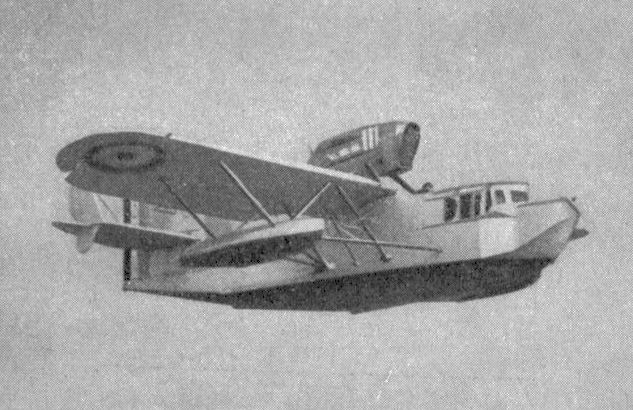
飛行するロワール 130

ロワール 130（Loire 130）はフランスロワール社が開発した単発肩持翼単葉の艦載飛行艇である。

## 概要
1933年に、フランス海軍からカタパルト射出が可能な艦載3座水上偵察機の試作要求が出された。これにロワール社が応えて本機を開発、1934年11月に初飛行した。しかし海軍から出された要求の手直しに時間がかかり、生産は1936年8月になって始まった。艦載型のM型と植民地向けのC型の2種があり、SNCAOのサン・ナゼール工場で生産され、戦艦、巡洋艦、水上機母艦等の主力艦の他、本国・植民地基地航空隊にも配備された。ヴィシー政権下でも生産が続けられ、総生産機数は125機である。
艦載水偵としては大柄な部類に入る。しかし主翼の折り畳みが可能で格納には問題がなかった。ただ、機構が複雑で実施部隊ではその点不評であった。機構自体は堅牢なため外洋や高温多湿の植民地での運用でも耐えた。
最後に本機を運用していたのは仏領インドシナの部隊で、1949年にスクラップとなった。

## 性能諸元
- 全長： 11.30m
- 全幅： 16.00m
- 全高： 3.85m
- 主翼面積： 40.10m2
- 自重： 2,050kg
- 全備重量： 3,500kg
- 最高速度： 225km/h
- 乗員： 3名
- 発動機： イスパノ・スイザ12Xirs水冷V型12気筒　720hp
- 航続距離： 1,100km / 14.3h
- 実用上昇限度： 6,000m
- 武装： 
  - ダルネ7.5mm機銃×2
  - 75kg爆雷または爆弾×2

## 登場作品
『艦隊これくしょん -艦これ-』
M型が登場。作中では数少ない夜間偵察機カテゴリーの装備に属する。